# 坦噶尼喀魮
坦噶尼喀魮為輻鰭魚綱鯉形目鯉科的其中一種，分布於非洲坦干伊喀湖，為特有種，本魚體長呈紡錘形，體為銀色，背部顏色較深，魚鰭為深褐色，尾鰭叉形，背鰭三角形且略凹入，吻圓鈍，側線明顯，體長可達61公分，棲息在多岩石的區域，為重要的食用魚。